# Заичинский сельский совет (Семёновский район)
Заичинский сельский совет (укр. Заїчинська сільська рада) — входит в состав
Семёновского района
Полтавской области
Украины.
Административный центр сельского совета находится в 
с. Заичинцы.

## Населённые пункты совета
- с. Заичинцы
- с. Бакумовка
- с. Середино
- с. Тройняки